# 北ノ花吉保
北ノ花 吉保（きたのはな よしやす、1950年6月13日 - ）は、青森県むつ市（当時は下北郡田名部町）出身で二子山部屋に所属した元大相撲力士。本名は藤井 光雄（ふじい みつお）。身長181cm、体重107kg。最高位は西十両4枚目。得意技は右四つ、投げ、突き。

## 経歴
初土俵は1969年5月場所、1978年3月場所に新十両。新十両の場所では11勝4敗の好成績を挙げ、優勝決定戦まで進んだが、優勝決定戦では同じ青森県出身で同じ二子山部屋の大觥に吊り出しで敗れ、優勝はならなかった。1980年5月場所をもって廃業。
引退後は地元むつ市に戻ってちゃんこ屋を開いたが、のちに転向して藤井カイロ整体を開いた。

## 主な成績
- 通算成績：256勝230敗8休 勝率.527
- 十両成績：26勝34敗 勝率.433
- 現役在位：67場所
- 十両在位：4場所

### 場所別成績
| | 一月場所 初場所（東京） | 三月場所 春場所（大阪） | 五月場所 夏場所（東京） | 七月場所 名古屋場所（愛知） | 九月場所 秋場所（東京） | 十一月場所 九州場所（福岡） |
| --- | ----------------------- | ----------------------- | ----------------------- | --------------------------- | ----------------------- | --------------------------- |
| 1969年 （昭和44年） | x                       | x                       | （前相撲）              | 東序ノ口13枚目 4–3          | 東序二段50枚目 4–3      | 東序二段25枚目 2–6          |
| 1970年 （昭和45年） | 西序二段50枚目 5–2      | 西序二段10枚目 3–4      | 西序二段22枚目 3–4      | 東序二段34枚目 5–2          | 西三段目79枚目 6–1      | 東三段目35枚目 3–4          |
| 1971年 （昭和46年） | 東三段目41枚目 4–3      | 西三段目28枚目 3–4      | 東三段目37枚目 5–2      | 西三段目11枚目 休場 0–0–7   | 東三段目56枚目 5–2      | 東三段目19枚目 3–4          |
| 1972年 （昭和47年） | 東三段目27枚目 5–2      | 東三段目2枚目 3–4       | 西三段目14枚目 5–2      | 西幕下46枚目 2–5            | 西三段目2枚目 5–2       | 西幕下40枚目 2–5            |
| 1973年 （昭和48年） | 西三段目筆頭 3–4        | 東三段目14枚目 4–3      | 東三段目5枚目 3–4       | 西三段目15枚目 4–3          | 東三段目4枚目 3–4       | 西三段目18枚目 6–1          |
| 1974年 （昭和49年） | 東幕下46枚目 4–3        | 東幕下38枚目 0–7        | 西三段目2枚目 5–2       | 東幕下42枚目 4–3            | 東幕下33枚目 5–2        | 西幕下17枚目 3–4            |
| 1975年 （昭和50年） | 東幕下25枚目 6–1        | 東幕下8枚目 4–3         | 東幕下6枚目 2–5         | 西幕下18枚目 4–3            | 東幕下15枚目 5–2        | 西幕下5枚目 3–4             |
| 1976年 （昭和51年） | 西幕下9枚目 3–4         | 東幕下14枚目 4–3        | 東幕下9枚目 4–3         | 東幕下6枚目 2–5             | 西幕下21枚目 4–3        | 西幕下13枚目 4–3            |
| 1977年 （昭和52年） | 西幕下10枚目 4–3        | 東幕下7枚目 3–4         | 西幕下11枚目 4–3        | 西幕下7枚目 3–4             | 西幕下14枚目 4–3        | 西幕下10枚目 5–2            |
| 1978年 （昭和53年） | 西幕下5枚目 5–2         | 東十両13枚目 11–4       | 西十両4枚目 4–11        | 西十両12枚目 5–10           | 東幕下5枚目 6–1         | 東十両11枚目 6–9            |
| 1979年 （昭和54年） | 東幕下2枚目 0–6–1       | 東幕下21枚目 5–2        | 西幕下9枚目 4–3         | 東幕下7枚目 4–3             | 西幕下4枚目 2–5         | 西幕下20枚目 4–3            |
| 1980年 （昭和55年） | 西幕下13枚目 5–2        | 東幕下7枚目 3–4         | 西幕下12枚目 引退 4–3–0 | x                           | x                       | x                           |
| 各欄の数字は、「勝ち-負け-休場」を示す。 優勝 引退 休場 十両 幕下 三賞：敢=敢闘賞、殊=殊勲賞、技=技能賞 その他：★=金星 番付階級：幕内 - 十両 - 幕下 - 三段目 - 序二段 - 序ノ口 幕内序列：横綱 - 大関 - 関脇 - 小結 - 前頭（「#数字」は各位内の序列） |                         |                         |                         |                             |                         |                             |

## 改名歴
- 藤井（ふじい）1969年5月場所 - 1975年7月場所
- 北ノ花 吉保（きたのはな よしやす）1975年9月場所 - 1980年5月場所